# Caprinidae
De Caprinidae zijn een familie van uitgestorven tweekleppigen uit de orde Hippuritida.